# Ягодка Андрій Андрійович
Андрі́й Андрі́йович Я́годка — український шабліст.

## Спортивні здобутки
- командне срібло на Чемпіонаті Європи з фехутвання 2009 року.
- бронзова медаль на Чемпіонаті Європи з фехтування 2012 року.
- на 1-х Європейських іграх у Баку в червні 2015 року здобув золоту медаль.
- у жовтні 2015-го на етапі Кубка світу у Тбілісі здобув бронзову нагороду.
- отримав срібло на етапі Кубка світу з фехтування 2015 року що проходив у Падуї.
- командна бронза 7-х Всесвітніх Ігор серед військовослужбовців в Китаї разом з Романом Свічкарем, Олексієм Стаценком та Юрієм Цапом у жовтні 2019 року.[2]

Указом Президента України № 336/2016 від 19 серпня 2016 року нагороджений ювілейною медаллю «25 років незалежності України».

### Виступи на Олімпіадах
| Олімпіада | Дисципліна                | Стадія | Супротивник    | Результат | Місце | Загальне місце |
| Ріо 2016  | Фехтування шабля особисті | 1 коло | Abedini (Іран) | 9:15      | 2     | 22             |